# ناندا کیشور پان
ناندا بهادر پان (به نپالی: नन्दबहादुर पुन؛ زاده ۲۳ اکتبر ۱۹۶۶) سیاستمداری نپالی می‌باشد که با نام ناندا کیشور پان شناخته شده و دومین معاون رئیس‌جمهور نپال از سال ۲۰۱۵ بوده‌است. او رهبر ارتش آزادی مردمی در کشور نپال می‌باشد. او هم‌چنین عضوی از کمیتهٔ مرکزی حزب کمونیست در نپال می‌باشد.

## اوایل زندگی و تحصیلات
ناندا باندور پان فرزند رامسور پان و مانسارا پان بود و در سال ۱۹۶۶ برای اولین بار چشم به جهان گشود. او سومین فرزند خانوادهٔ شش فرزندی‌شان بود.
وی تحصیلات ابتدایی خود را در ۸ سالگی آغاز کرد. وی از دبیرستان راهنمایی جاکار فارغ‌التحصیل شد و هنگامی که در پایهٔ هفتم بود، مدیر و نمایندهٔ واحدی به نام «اتحاد تمامی دانش‌آموزان مستقل نپال» شد. پس از اینکه پلیس به یکی از همایش‌های آنها یورش برد، پان مجبور بود شبی به‌صورت کامل در یک غار سپری کند.